# Unigenitus
Unigenitus (česky „jednorozený“) je dogmatická konstituce vydaná papežem Klementem XI. dne 8. září 1713. Papež se v konstituci vypořádává s jansenismem, jmenovitě s názory oratoriána Pasquiera Quesnela, autora knihy o čtyřech evangeliích Abrégé de la morale de l'Evangile, která byla obecně známa pod názvem Réflexions morales [Mravní úvahy]. Klement XI. v konstituci odsoudil 101 vět z uvedené Quesnelovy knihy a označil jeho názory za chybné, úchylné, nemocné, útočné, blasfemické, heretické a schizmatické současně.
Francouzským klérem byla konstituce přijata rozporuplně. Císař Josef II. zavedl v habsburské monarchii dekretem ze dne 26. 3. 1781 tzv. „placetum regium", tj. zákaz uveřejňovat a vyhlašovat papežské buly bez svolení vlády. Dne 4. května 1781 pak vydal dekret, kterým zakázal užívání a čtení konstituce Unigenitus.